# Cerro Pari Orcko
El Cerro Pari Orcko (aymara pari al rojo vivo, quechua pari tibio, calentarse mucho, recalentarse, montaña urqu, "montaña caliente"), también escrito Pari Urqu, Pary Orcko o Pari Orco, es un cerro de los Andes en el oeste de Bolivia, ubicado en la ciudad de Potosí. El cerro tiene una altura de 3.950 m s. n. m. y se encuentra dentro del municipio de Potosí de la provincia de Frías en el departamento de Potosí. Pari Orcko se encuentra en el oeste de Potosí, al noroeste del alto Cerro Rico que se encuentra en el sur de Potosí.
En 2004 fue inaugurada una torre de 33 metros de altura en la cima del Pari Orcko que tiene un restaurante giratorio para dar una vista de 360 grados de la ciudad.
En 2013 fue propuesta la idea de construir un teleférico turístico que uniría el cerro Pari Orcko con el Cerro Rico, con financiamiento del Gobierno de Bolivia.